# Phylica propinqua
Phylica propinqua är en brakvedsväxtart som beskrevs av Otto Wilhelm Sonder. Phylica propinqua ingår i släktet Phylica och familjen brakvedsväxter. Inga underarter finns listade i Catalogue of Life.